# Antonio Sabatucci
Antonio Sabatucci (ur. 23 marca 1835 w Ascoli Piceno, zm. 31 grudnia 1920 w Rzymie) – włoski duchowny rzymskokatolicki, arcybiskup, dyplomata papieski w państwach Ameryki Południowej.

## Biografia
19 grudnia 1857 otrzymał święcenia prezbiteriatu.
21 września 1890 papież Leon XIII mianował go delegatem apostolskim w Kolumbii oraz 1 października 1890 arcybiskupem tytularnym tebańskim. 26 października 1890 w kaplicy Papieskiego Kolegium Ameryki Łacińskiej w Rzymie przyjął sakrę biskupią z rąk sekretarza stanu kard. Mariano Rampolli del Tindaro. Współkonsekratorami byli arcybiskup São Salvador da Bahia Antônio de Macedo Costa oraz sekretarz Świętej Kongregacji ds. Nadzwyczajnych Spraw Kościoła abp Domenico Ferrata.
14 marca 1892 zmieniono jego arcybiskupstwo tytularne na Antinoë. Delegatem apostolskim w Kolumbii był do 31 grudnia 1895.
24 kwietnia 1900 papież Leon XIII mianował go internuncjuszem apostolskim w Argentynie. 24 października 1900 dodatkowo został delegatem apostolskim w Paragwaju i w Urugwaju. Ze wszystkich tych stanowisk odszedł 9 listopada 1906.